# Physiology
Physiology ist eine wissenschaftliche Fachzeitschrift, die von der American Physiological Society veröffentlicht wird. Derzeit erscheint die Zeitschrift mit sechs Ausgaben im Jahr. Es werden Übersichtsarbeiten aus der Physiologie veröffentlicht.
Der Impact Factor lag im Jahr 2014 bei 4,857. Nach der Statistik des ISI Web of Knowledge wird das Journal mit diesem Impact Factor in der Kategorie Physiologie an sechster Stelle von 83 Zeitschriften geführt.